# NGC 1615
إن جي سي 1615 (بالفرنسية: NGC 1615)‏ التي يرمز لها بالرمز NGC 1615، هي مجرة، في كوكبة الثور (كوكبة).

## الاكتشاف
اكتشفت في 5 يناير 1878، بواسطة إدوارد ستيفان.